# Byron Beck
Pour les articles homonymes, voir Beck.
Byron A. Beck (né le 25 janvier 1945 à Ellensburg, Washington) est un ancien joueur américain professionnel de basket-ball.

## Biographie
Intérieur issu de l'Université de Denver, Beck n'avait pas de grandes capacités athlétiques, mais il travaillait dur et était réputé pour sa ténacité aux rebonds et l'efficacité de son hook shot et il représenta les Denver Rockets (devenus plus tard les Nuggets de Denver) dans deux All-Star Game ABA (1969 et 1976).
Byron Beck est l'un des six joueurs à avoir participé à chacune des neuf saisons de l'American Basketball Association, avec Freddie Lewis, Gerald Govan, Stew Johnson, Bob Netolicky et Louie Dampier.
Il joua également une saison en National Basketball Association après que les Nuggets eurent rejoint la ligue en 1976, il prit sa retraite en 1977 avec un total de 8 603 points inscrits en carrière ABA/NBA et 5 261 rebonds. Le 16 décembre 1977, il devint le premier joueur de l'histoire de la franchise de Denver à voir son maillot (le numéro 40) retiré.